# حفرة (سلاح نووي)

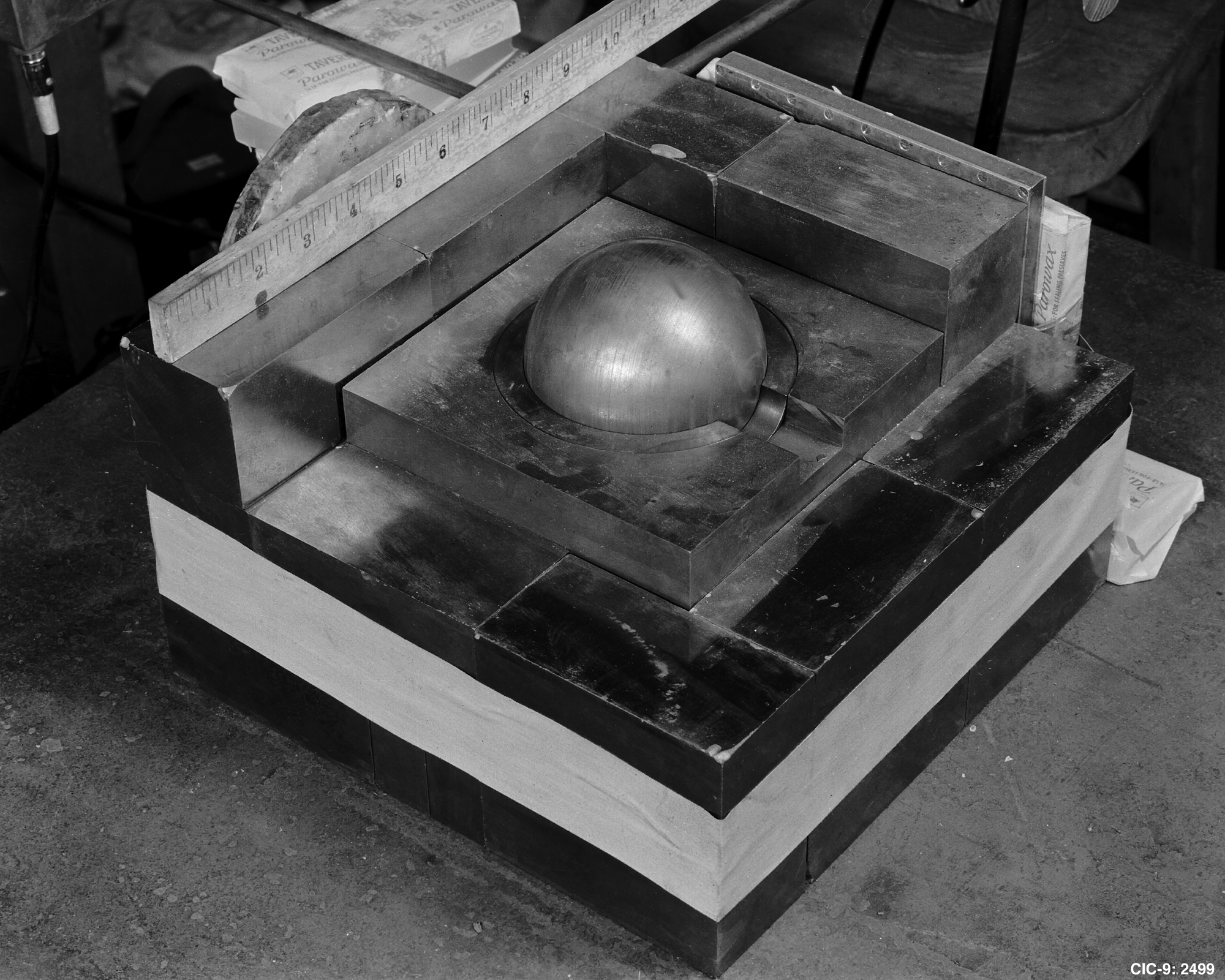

الحفرة، كالنواة الصلبة في الثمار مثل الخوخ والمشمش، هي نواة السلاح النووي الانفجاري –المواد الانشطارية وأي عاكس نيوتروني أو مدك مرتبط بها. استخدمت بعض الأسلحة المُختبرة خلال خمسينيات القرن العشرين حُفرًا مصنوعة من اليورانيوم 235 منفردًا، أو من مركب البلوتونيوم، إلا أن جميع حُفر البلوتونيوم هي الأصغر قطرًا وكانت المعيار منذ أوائل ستينيات القرن العشرين.

## تصاميم الحفرة

### حُفر كريستي
كانت حُفر الأسلحة النووية الأولى صلبة، مع وجود بادئ نيوتروني مُعدَّل في مركزها. استخدم جهاز الأداة وقنبلة الرجل البدين حُفرًا مصنوعة من 6.2 كغم من السبائك الصلبة للبلوتونيوم- غاليوم المضغوطة بالحرارة (عند 400 درجة مئوية و200 ميغاباسكال في قوالب فولاذية، 750 درجة فهرنهايت و29000 رطل لكل بوصة مربعة) على شكل نصف كرة بقطر 9.2 سم (3.6 بوصة)، مع تجويف داخلي قدره 2.5 سم (1 بوصة) للبادئ النيوتروني. طُليَت حفرة جهاز الأداة كهربائيًا بطبقة سمكها 0.13 ملم من الفضة، ومع ذلك، ظهرت التقرحات على الطبقة وكان ينبغي تأريض تلك التقرحات وطلاؤها بالصفائح الذهبية قبل الاختبار. طُليت حفرة قنبلة الرجل البدين، وجميع النماذج اللاحقة، باستخدام النيكل. اعتُبرت الحفرة الجوفاء وعُرفت بأنها أكثر فاعلية إلا أنها رُفِضت نهائيًا بسبب متطلبات ضبط الانفجار الأكثر.
استخدمت التصاميم اللاحقة بادئات توم النيوترونية ذات التصميم المماثل ولكن بأقطار من 1 سم تقريبًا (نصف بوصة). جرى التخلص لاحقًا من البادئات النيوترونية الداخلية واستبدالها بمصادر نيوترونية نبضية، وأسلحة انشطارية معززة.
عُرفت الأنوية الصلبة باسم تصميم «كريستي»، تيمنًا بروبرت كريستي الذي جعل تصميم حفرة صلبة أمرًا فعليًا بعد أن اقترح إدوارد تيلر الفكرة في بادئ الأمر. إضافة إلى الحفرة، أُطلق اسم «أداة كريستي»  بصفة غير رسمية على التركيبة الفيزيائية بأكملها.

### الحُفَر المرفوعة
من الممكن زيادة فاعلية الانفجار الداخلي بترك مساحة فارغة بين المدك والحفرة، الأمر الذي يؤدي إلى تسارع موجة الصدمات قبل أن تؤثر على الحفرة. تُعرف هذه الطريقة باسم انفجار الحفرة المرفوعة. اختُبرت الحُفر المرفوعة في عام 1948 مع قنابل من طراز الرجل البدين (مارك 4). كان للأسلحة المبكرة ذات الحفرة المرفوعة حفرة قابلة للإزالة تسمى حفرة مفتوحة. خُزنت بشكل منفصل في كبسولة خاصة تُدعى قفص الطيور.

### الحُفَر الجوفاء
أثناء انفجار الحفرة الجوفاء، تتسارع طبقة البلوتونيوم داخلًا، وتتصادم في المنتصف مشكلة حقلًا بالغ الكثافة وفوق المستوى الحرج. نظرًا للزخم الإضافي، يؤدي البلوتونيوم جزءًا من دور المدك، متطلبًا بذلك كمية أقل من اليورانيوم في طبقة المدك، مما يقلل من وزن الرأس الحربي وحجمه. تُعد الحُفر الجوفاء أكثر كفاءة من الحُفر الصلبة ولكنها تتطلب انفجارًا أكثر دقة، وبالتالي فُضِّلت حُفر «كريستي» الصلبة  في التصاميم الأولى للأسلحة. عقب انتهاء الحرب في أغسطس 1945، عاود المختبر التركيز على مشكلة الحفرة الجوفاء، برئاسة هانز بيته لبقية العام، قائد مجموعته اللاحق في القسم النظري، باعتبار النواة المركبة الجوفاء ذات الأهمية الأكبر، نظرًا لارتفاع تكلفة البلوتونيوم ومشكلة زيادة نشاط مفاعلات هانفورد.
من الممكن زيادة فعالية الحُفر الجوفاء عن طريق حقن مزيج بنسبة 50%/50% من الديوتيريوم والتريتيوم  في التجويف قبل الانفجار مباشرة، يُسمى ذلك « سلاح انشطاري معزز»، ومن شأنه أيضًا تقليل الحد الأدنى من كمية البلوتونيوم لتحقيق انفجار ناجح. سهّل ارتفاع درجة حرارة التحكم بعملية البدء من تصميم الأسلحة ذات الإنتاجية المتغيرة، سواء بمقدار حقن خليط الديوتيريوم والتريتيوم وتوقيت نبض النيوترون من المولد الخارجي وشدته.
في ذلك الحين، كانت إمدادات البلوتونيوم 239 شحيحة. طُوّرت نواة مركبة لخفض الكمية المطلوبة للحفرة، وهي قشرة مفرغة من البلوتونيوم محاطة بقشرة خارجية تحتوي على قدر أكبر من اليورانيوم عالي التخصيب. أُتيحت النوى المركبة لقنابل مارك 3 النووية بنهاية عام 1947. على سبيل المثال، صُنعت النواة المركبة للقنبلة الأميركية مارك 4، 49- إل سي سي-سي من 2. 5 كغم من البلوتونيوم و5 كغم من اليورانيوم. يطلق انفجارها 35% فقط من طاقة البلوتونيوم و25% من اليورانيوم، مما يعني أنها ليست على درجة عالية من الكفاءة، إلا أن توفير البلوتونيوم أمر بالغ الأهمية.
هناك عامل آخر للنظر في مختلف مواد الحُفر وهو السلوك المختلف للبلوتونيوم واليورانيوم. ينشطر البلوتونيوم بسرعة أكبر وينتج المزيد من النيوترونات، ولكن كانت تكلفة انتاجه مرتفعة آنذاك، وكان شحيحًا بسبب القيود المفروضة على المفاعلات المتاحة. يُعد اليورانيوم أبطأ في الانشطار، لذا يمكن تجميعه في كتلة فوق المستوى الحرج، ما يسمح بإنتاجية أعلى للسلاح. أُخِذت النواة المركبة بعين الاعتبار في يوليو 1945، وأُتيحت في عام 1946. كانت أولوية لوس ألاموس آنذاك تصميم حفرة من اليورانيوم بالكامل. اختُبرت تصاميم حُفر جديدة في عملية الحجر الرملي.
امتلكت نواة البلوتونيوم ، والتي تتمتع بمعدل نيوترون أساسي مرتفع، احتمالية انفجار مبكر عالية، وبناتج منخفض. يتطلب تقليل هذا الاحتمال كتلة أصغر من البلوتونيوم، مما يحد من الناتج القابل للتحقيق إلى نحو 10 كيلو طن، أو باستخدام البلوتونيوم 239 شديد النقاء مع درجة منخفضة من ملوِّث البلوتونيوم 240 بشكل غير عملي. تتميز النواة المركبة بإمكانية الحفاظ على ناتج أعلى مع إبقاء خطر الانفجار المبكر منخفضًا، واستخدام المواد الانشطارية المتاحة على السواء. أصبح الحد من الناتج عديم الأهمية في منتصف خمسينيات القرن العشرين مع ظهور تعزيز الانشطار، وفيما بعد باستخدام أسلحة الانشطار النووي.
يمكن ضبط ناتج السلاح أيضًا باختيار حفرة من بين مجموعة من الحُفر. على سبيل المثال، من الممكن تجهيز قنبلة مارك 4 النووية بثلاثة حُفر مختلفة: إل تي سي- سي- 49 (يورانيوم 235 المرفوع، اختُبر في تجربة زيبرا في 14 مايو 1948)، وإل سي سي- سي- 49 (مركب اليورانيوم البلوتونيوم المرفوع)، وإل سي سي سي- سي- 50 (مركب مرفوع). لا يناسب هذا النهج القدرة الميدانية على تحديد ناتج الأسلحة الأكثر حداثة ذات الحفر غير القابلة للإزالة، ولكنه يسمح بإنتاج أنواع فرعية متعددة من الأسلحة ذات نواتج مختلفة لاستخدامات تكتيكية مختلفة. بُنيت التصاميم الأمريكية الأولى على مجموعات قياسية من الحُفر من النوع سي والنوع دي. استخدمت قنبلة مارك 4 حُفرًا من النوع سي والنوع دي، والتي كانت قابلة للإدخال اليدوي أثناء الطيران. استخدمت قنبلة مارك 5 حفرة من النوع دي، مع إدخال آلي أثناء الطيران، واستخدم رأس الحرب دبليو 5 نفس الحفرة. من المفترض أن القنبلة اللاحقة ،مارك 6، استخدمت حُفرًا مماثلة أو ما شابهها.